# Gurkrödhätting
Gurkrödhätting (Entoloma hirtipes) är en svampart som först beskrevs av Heinrich Christian Friedrich Schumacher, och fick sitt nu gällande namn av Meinhard (Michael) Moser 1978. Gurkrödhätting ingår i släktet Entoloma och familjen Entolomataceae.  Arten är reproducerande i Sverige. Inga underarter finns listade i Catalogue of Life.

## Källor

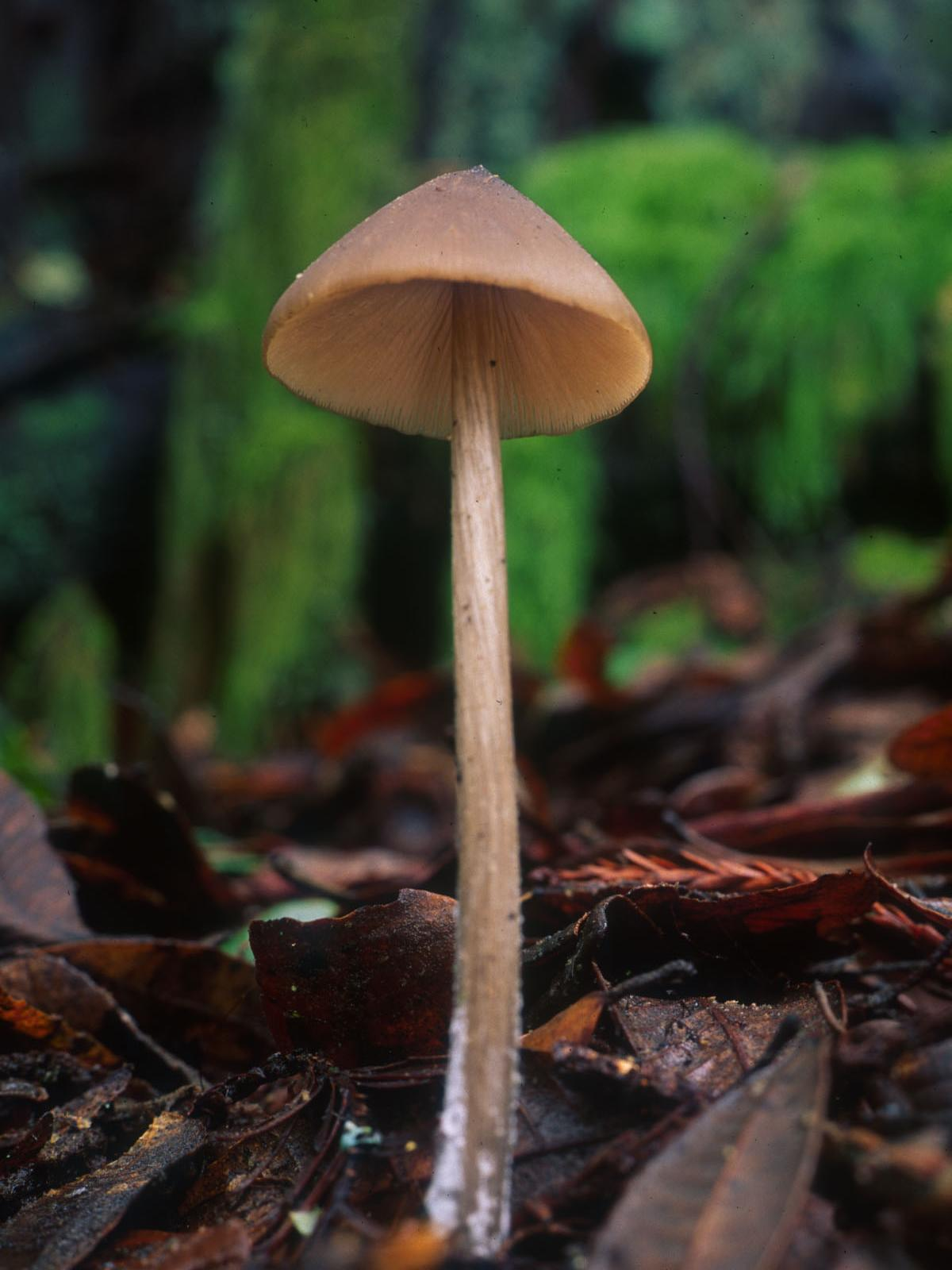
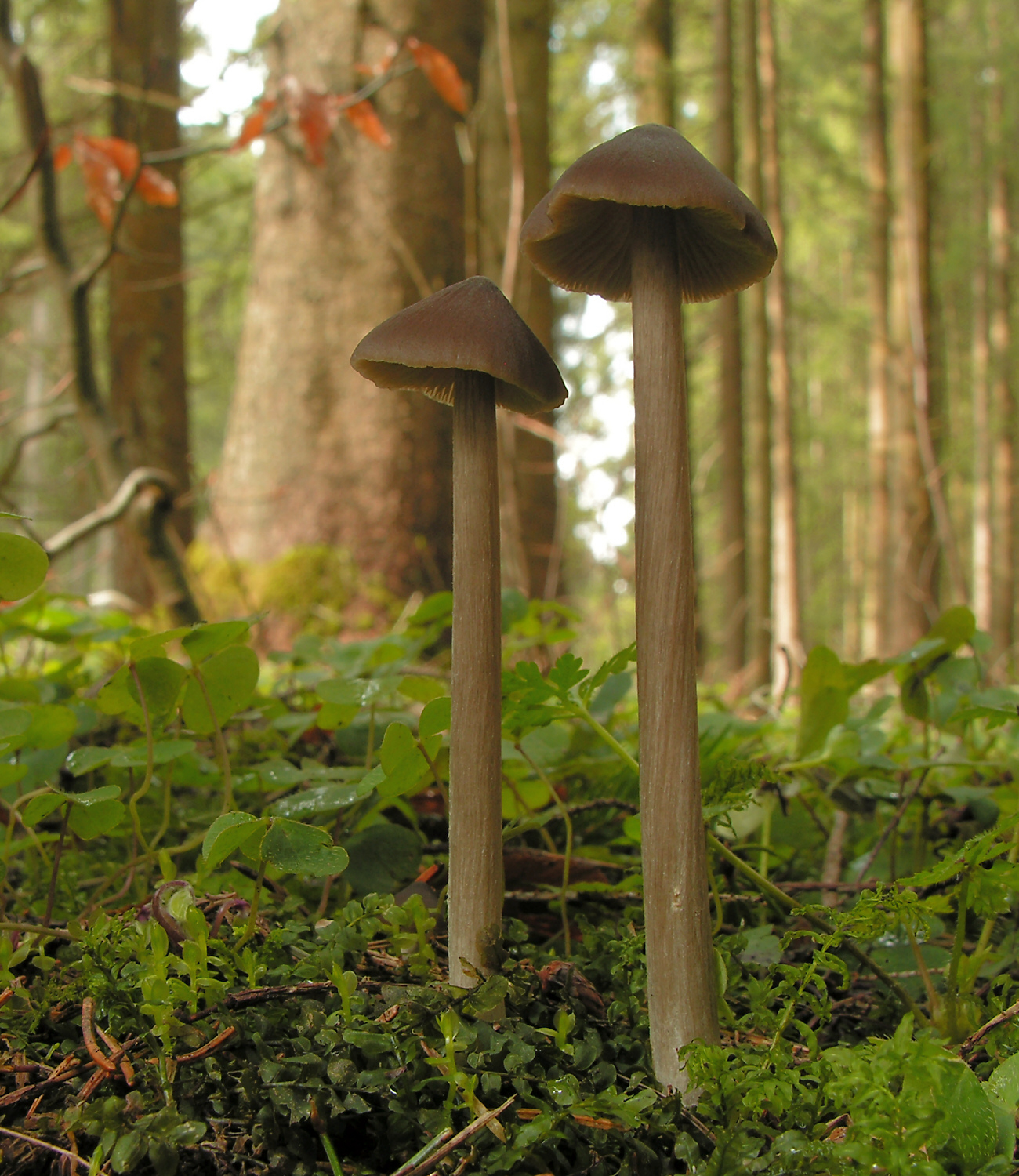
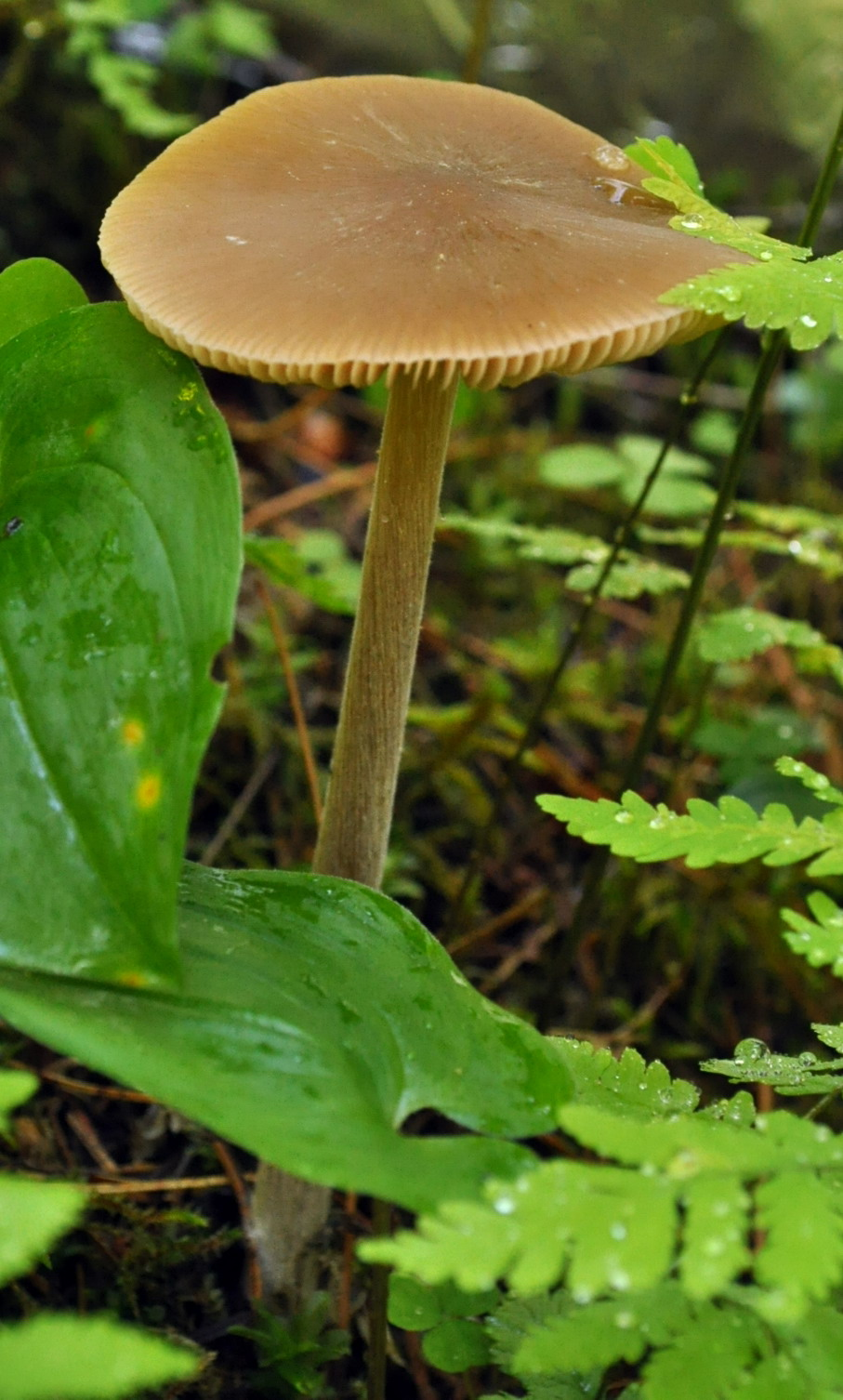
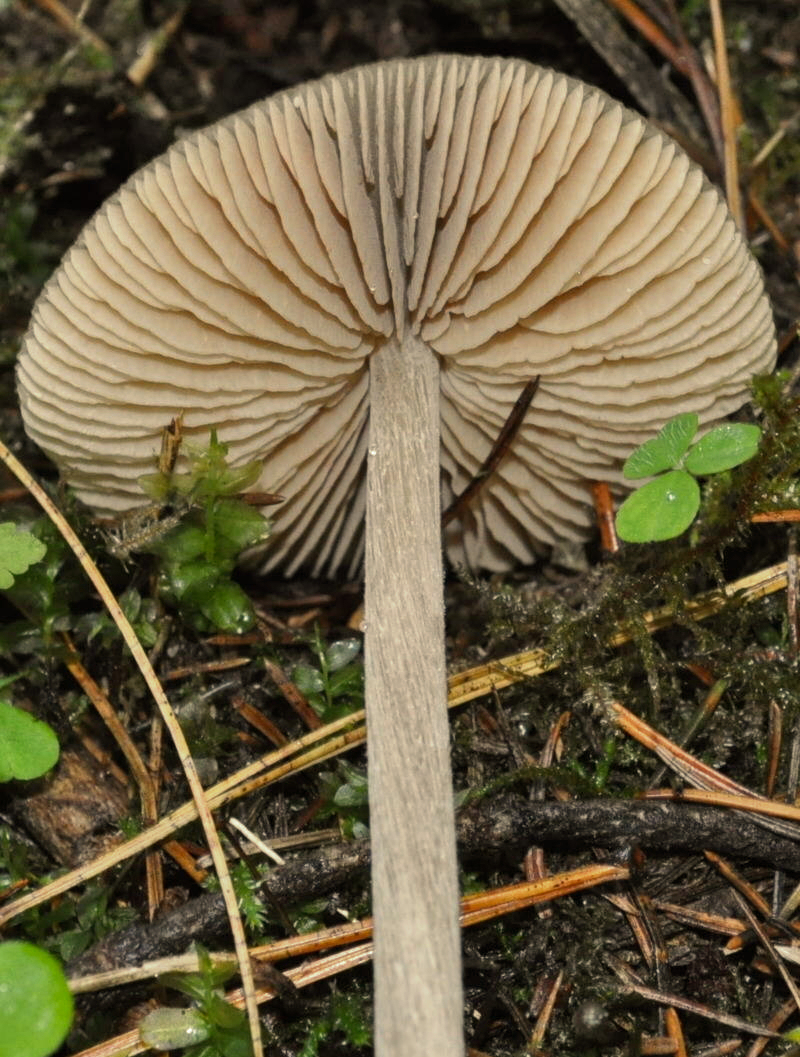
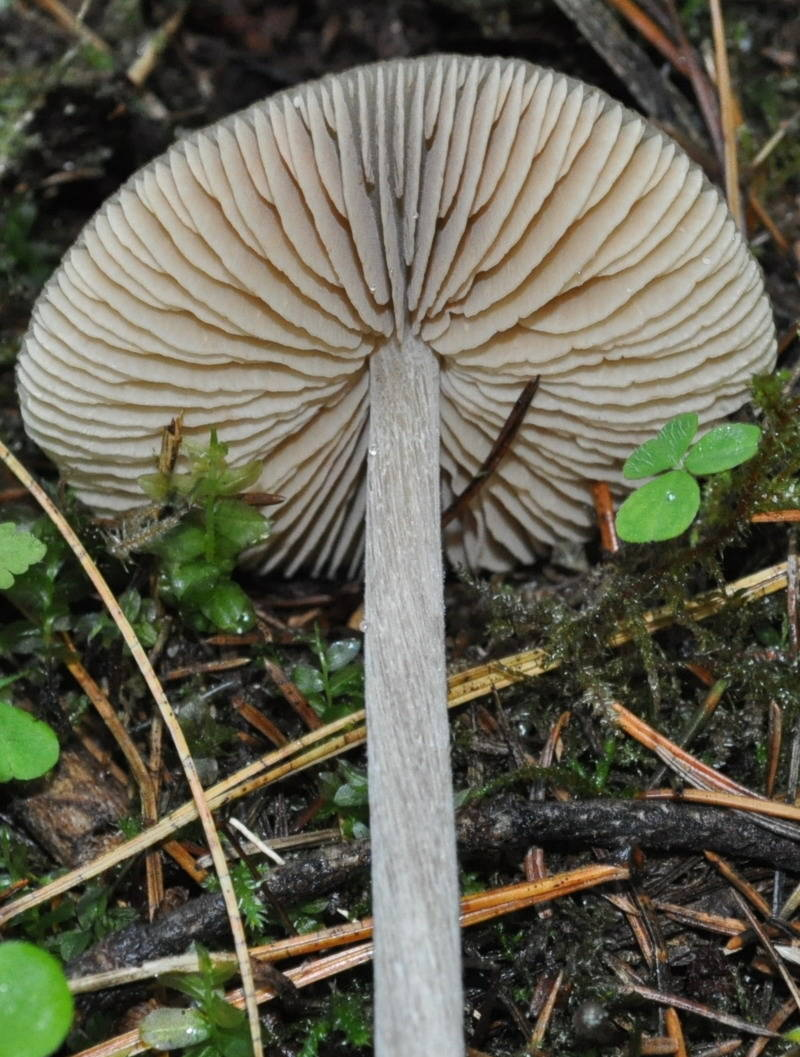